# SoftMaker
SoftMaker Software GmbH is een softwarebedrijf dat kantoorsoftware produceert en gevestigd is in Neurenberg, Duitsland. SoftMaker Office 2021 bestaat uit tekstverwerkings-, spreadsheet- en presentatiesoftware die wordt verkocht aan kleine bedrijven, thuisgebruikers en onderwijsinstellingen.
SoftMaker werd in 1989 opgericht door Martin Kotulla. In 1991 voegde het ook digitale lettertypen toe aan haar aanbod. Best bekend in Duitsland en de EU streeft SoftMaker er langzaam naar om de Noord-Amerikaanse markt te veroveren, waar het geconfronteerd wordt met stevige concurrentie van zowel gratis als commerciële concurrenten.
Studenten, docenten, scholen en universiteiten kunnen SoftMaker Office aanschaffen voor een lagere prijs door het initiatief "Schulen ans Netz" ("zet scholen op het net"), een deel van SoftMakers academische verkoopprogramma.

## SoftMaker Office
SoftMaker Office bestaat uit de tekstverwerker TextMaker (compatibel met Microsoft Word), de spreadsheet PlanMaker (compatibel met Microsoft Excel) de presentatiesoftwaretoepassing SoftMaker Presentaties (compatibel met Microsoft PowerPoint) en de scripttaal BasicMaker (compatibel met Visual Basic for Applications).
SoftMaker Office is beschikbaar voor Microsoft Windows, macOS, Linux en als App voor Android en iOS.
Momenteel ondersteunt SoftMaker Office alle populaire bestandsformaten van Microsoft Office, evenals zijn eigen propriëtaire formaten. SoftMaker beweert te werken aan ODF-compatibele formaten, maar ondersteunt momenteel alleen OpenDocument in zijn tekstverwerker.
| SoftMaker Product | Equivalent MS Product | Platformen                          | Bestandsformaten                                                              |
| ----------------- | --------------------- | ----------------------------------- | ----------------------------------------------------------------------------- |
| TextMaker         | Word                  | Windows, Linux, macOS, Android, iOS | .docx .doc, .rtf, .odt, .tmd, .pwd, .txt, .sxw (import alleen), .pdf (export) |
| PlanMaker         | Excel                 | Windows, Linux, macOS, Android, iOS | .xlsx, .xls, .csv, .pmd, .rtf, .dbf, .txt, .slk, .dif, .pdf (export)          |
| Presentaties      | PowerPoint            | Windows, Linux, macOS, Android, iOS | .pptx .ppt, .pps, .ppsx, .prd, .rtf, Export: .png, .jpg, .pdf, Video          |
| BasicMaker        | VBA (beperkt)         | Windows                             | .bas, .txt                                                                    |

### Competitieve strategie
De verkoopstrategie van SoftMaker Office is gebaseerd op cross-platform-bruikbaarheid samen met redelijke prijzen en gratis post-sale-klantenservice. Aangezien SoftMaker Office echter niet gratis is, zoals concurrenten LibreOffice, Apache OpenOffice of Calligra Suite, is de grootste marketing kracht de hoge mate van Microsoft Office-compatibiliteit.
Als een groot verkoopspunt citeert SoftMaker zijn vermogen om grafieken en diagrammen weer te geven in PlanMaker, die vaak niet te onderscheiden zijn van die gecreëerd binnen Microsoft Excel. Het is veelbetekenend dat dit niveau van compatibiliteit zich uitstrekt tot niet-Windows-platformen. Zelfs op Windows-platformen concurreert SoftMaker Office met Windows-kantoortoepassingen zelf op basis van zijn Microsoft Office-compatibiliteit.
SoftMaker beweert ook dat haar Office-suite sneller is dan Microsoft Office of OpenOffice.org, met een kleinere geheugenafdruk, zowel in werkgeheugen als op de harde schijf.
De belangrijkste gebieden van onverenigbaarheid, zoals bij alle niet-Microsoft-officesuites, zijn in documenten die VBA-scripts gebruiken. Terwijl BasicMaker een stap voorwaarts is, biedt het nog steeds geen naadloze VBA-compatibiliteit aan. Er zijn ook enkele kleine conflicten met het formatteren van de pagina-indeling waar paginagrenzen niet overeenstemmen met het afstellen van de marge-instellingen.

## Free Office
Softmaker biedt ook een gratis kantoorpakket Free Office aan. In tegenstelling tot de betaalde versie Softmaker Office biedt dit pakket enkel Textmaker Free, Planmaker Free en Presentations Free aan. Dit gratis kantoorsoftwarepakket moet binnen 14 dagen geregistreerd worden via e-mail om een gratis licentiesleutel te ontvangen voor onbeperkt gratis gebruik. Een ongeregistreerd examplaar wordt na 14 dagen geblokkeerd tot de gebruiker een licentie heeft ingevoerd.

## FlexiPDF
Met FlexiPDF kunnen PDF-bestanden relatief uitvoerig en redelijk eenvoudig worden bewerkt.

## Lettertype
SoftMaker biedt lettertypepakketten voor de thuisgebruiker (MegaFont NOW) en de professionele gebruiker (infiniType).
Om haar digitale verkoop van haar lettertypes te bevorderen, biedt SoftMaker maandelijks een lettertype gratis voor download aan vanaf de FreeFont-website.